# 441-es főút (Magyarország)
A 441-es számú főút Ceglédtől Kecskemétig tart. Hossza 31,4 km.

## Nyomvonala
Cegléd belterületén ágazik ki a 4-es útból. Dél felé húzódva elhalad Nyársapát mellett, majd Nagykőrösön és Katonatelepen keresztül jut el Kecskemétre, ahol az 5-ös főútba betorkollva ér véget.

## Története
1934-ben a kereskedelem- és közlekedésügyi miniszter 70 846/1934. számú rendelete a teljes hosszában másodrendű főúttá nyilvánította, 41-es útszámozással. Egy dátum nélküli, feltehetőleg 1950 körül készült közúthálózati térkép azonos módon tünteti fel.
2022 februárjában megkezdődött az út felújítása Nagykőrös és a kecskeméti elkerülő közötti szakaszon. Katonatelep és Kecskemét között az út négysávosra bővül.